# 스팀 청소기
스팀 청소기는 증기로 바닥을 청소하는 대걸레의 일종이다. 표백제나 세제가 필요한 일반 대걸레와 다르게 스팀 청소기는 증기의 열을 이용해 바닥을 소독한다. 먼지를 모아 제거할 수 있도록 극세사 소재의 패드가 증기를 분사하는 부분 아래에 부착되는 구조가 자주 쓰인다. 대부분의 스팀 청소기에는 작은 물탱크가 부착되어 있으며, 건조 증기를 이용하는 것이 흔하다.

## 역사
스팀 청소기의 개발은 1998년 한국의 주부였던 한경희의 아이디어에서 출발했다. 한 씨는 2001년 시제품을 개발했으며 2004년에 스팀 청소기를 정식으로 출시하였다.

## 사용법
스팀 청소기는 물탱크 내부의 물을 약 섭씨 120도로 가열하여 건조 증 기를 1회(제품에 따라 최대 15회 분사 가능) 분사하여 청소기 바닥에 부착된 극세사 패드를 적시고, 적신 패드로 먼지를 제거하는 원리로 작동한다. 일반 대걸레와 달리 스팀 청소기는 바닥에 잔여물을 남기지 않고 먼지를 제거한다. 증기의 열은 박테리아와 집먼지 진드기를 약 99퍼센트 제거한다. 스팀 청소기는 바닥을 소독하고 바닥에 윤이 나도록 하며, 집먼지 진드기를 제거하고 바닥의 얼룩을 제거할 수 있다.
일부 제품은 양면으로 뒤집는 걸레 헤드를 사용하여 있어 한 개의 극세사 패드로 두 배 면적의 바닥을 청소할 수 있도록 설계돼있다. 패드 한 면은 견목이나 라미네이트 소재의 바닥을 청소할 수 있는 부드러운 소재로, 다른 한 면은 심한 오염을 쉽게 제거할 수 있도록 거친 소재로 돼있다.

## 안전성 문제
스팀 청소기에서 분사되는 증기에 피부를 데일 수 있어 안전성 문제가 제기된다.